# Evangelical Methodist Church
Evangelical Methodist Church (EMC) är ett kristet trossamfund inom helgelserörelsen med över 15 000 medlemmar, i över 200 församlingar runt om i världen.
EMC beskriver sig själv som en kulturkonservativ och missionerande evangelikal kyrka med fundamentalistisk, wesleyansk lära.

## Historia
EMC bildades den 9 maj 1946 i anslutning till ett bönemöte i Memphis, Tennessee. De församlade beslutade att lämna Metodistkyrkan i USA i protest mot auktoritärt och odemokratiskt styre och liberalteologisk utveckling.
Den nybildade kyrkan kom dock själv att drabbas av avhopp. En av grundarna, W W Breckbill och hans anhängare lämnade EMC 1953 på grund av oenighet rörande den wesleyanska helgelseläran, om en andra ögonblicklig välsignelse som alla troende bör erfara. Man grundade istället Evangelical Methodist Conference. 